# Repräsentantenhaus von Ohio
Das Repräsentantenhaus von Ohio (Ohio House of Representatives) ist das Unterhaus der Ohio General Assembly, der Legislative des US-Bundesstaates Ohio. Die Parlamentskammer kam das erste Mal am 3. März 1803 in Chillicothe zusammen.
Die Kammer setzt sich aus 99 Abgeordneten zusammen, die jeweils einen Wahldistrikt repräsentieren. Die Abgeordneten werden jeweils in den geradzahligen Jahren für zweijährige Amtszeiten gewählt. Es existiert eine Amtbeschränkung auf vier aufeinander folgende Amtsperioden (acht Jahre). Die Amtszeiten gelten als nachfolgend, wenn sie weniger als zwei Jahre auseinanderliegen. Sollte eine Ernennung vonstattengehen, um die restliche Amtszeit eines anderen Abgeordneten zu beenden, wird dies nicht angerechnet. Der Sitzungssaal des Repräsentantenhauses befindet sich gemeinsam mit dem Staatssenat im Ohio Statehouse in der Hauptstadt Columbus.

## Struktur der Kammer
Vorsitzender des Repräsentantenhauses ist der Speaker of the House. Er wird zunächst von der Mehrheitsfraktion der Kammer gewählt, ehe die Bestätigung durch das gesamte Parlament folgt. Der Speaker ist auch für den Ablauf der Gesetzgebung verantwortlich und überwacht die Abstellungen in die verschiedenen Ausschüsse. Weitere wichtige Amtsinhaber sind der Mehrheitsführer (Majority leader) und der Oppositionsführer (Minority leader), die von den jeweiligen Fraktionen gewählt werden.

## Zusammensetzung
| Partei   | Partei                 | Abgeordnete |
| -------- | ---------------------- | ----------- |
|          | Republikanische Partei | 59          |
|          | Demokratische Partei   | 40          |
| Summe    | Summe                  | 99          |
| Mehrheit | Mehrheit               | 50          |

### Wichtige Mitglieder
| Position                            | Name                  | Partei       |
| ----------------------------------- | --------------------- | ------------ |
| Speaker                             | William G. Batchelder | Republikaner |
| Speaker pro tempore                 | Lou Blessing          | Republikaner |
| Mehrheitsführer / Majority Leader   | Matt Huffman          | Republikaner |
| Majority Whip                       | John Adams            | Republikaner |
| Oppositionsführer / Minority Leader | Armond Budish         | Demokrat     |
| Minority Whip                       | Tracy Maxwell Heard   | Demokrat     |